# Rallye Mexiko 2011
Die 8. Rallye Mexiko (offiziell Rally Guanajuato México) war der zweite Lauf zur FIA-Rallye-Weltmeisterschaft 2011 und die erste Rallye die auf Schotterstraßen gefahren wurde in der laufenden Saison.

## Hintergrund
Das Fahrerlager war in León eingerichtet. Die Wertungsprüfungen bestanden großteils aus Schotterstraßen und schottrigen Bergwegen. Bei dieser Rallye wurde in den Sierra de Lobos-Bergen, von Ortega nach La Esperanza, bis auf eine Höhe von 2737 Metern über Meer gefahren. Dies stellte gleichzeitig den Höhenrekord der Rallye-WM-Saison dar und macht die Rallye Mexiko zu einer außergewöhnlichen Veranstaltung der Rallye-Weltmeisterschaft. Die Motoren büßten durch die Höhe des Austragungsortes rund 20 % der Leistung ein. Zweiundzwanzig Wertungsprüfungen mit einer Länge von 364,87 km wurden planmäßig gefahren. Die Gesamtlänge einschließlich Verbindungsstrecken betrug 1031,3 Kilometer.

## Berichte

### 1. Tag (Donnerstag, 3. März)
Sébastien Ogier (Citroën) war der schnellste beim Shakedown. Er verwies Petter Solberg (Citroën) und Sébastien Loeb (Citroën) auf die Plätze. Diese WP ist eine reine Zuschauerprüfung und wurde nicht gewertet für das Gesamtklassement. Die erste Wertungsprüfung über 1,05 Kilometer gewann Solberg vor Loeb und Ogier. Bester Fordfahrer war Jari-Matti Latvala auf dem vierten Rang.

### 2. Tag (Freitag, 4. März)
In der zweiten Wertungsprüfung übernahm Ogier die Führung vor Loeb. In WP 5 ging Loeb in Führung. Latvala fiel wegen eines Reifenschadens auf den neunten Rang zurück. Solberg fiel vom dritten auf den sechsten Platz zurück wegen Motorenproblemen. Ogier übernachtete als Gesamtführender mit 1,6 Sekunden Vorsprung auf Loeb.

### 3. Tag (Samstag, 5. März)
In der 11 Wertungsprüfung übernahm Loeb wieder die Spitze vor Ogier. Loeb gewann am Samstag von neun gefahrenen WPs deren vier, ebenso viele gingen an Solberg und eine gewann Latvala. Wegen eines Defekts kam Loeb fünf Minuten zu spät an den Start von WP 15. Er bekam 50 Sekunden Strafe und fiel hinter Ogier zurück, der mit 10 Sekunden Vorsprung den Tag beendete. Auf dem dritten Rang war Mikko Hirvonen mit einem Rückstand von über 1.50 Minute.

### 4. Tag (Sonntag, 6. März)
Sébastien Ogier führte die Rallye an bis zur Wertungsprüfung 20. Nach rund 14 Kilometern flog er von der Straße und brach sich das linke Vorderrad ab. Loeb (Citroën) gewann die Rallye Mexiko vor Hirvonen und Latvala (beide Ford). Nach Motorenproblemen am Freitag arbeitete sich Solberg auf den vierten Rang vor.

## Klassifikationen

### Endresultat
| Rang   | Fahrer             | Beifahrer           | Auto               | Zeit      | Rückstand | Punkte + Power-Stage |
| WRC    | WRC                | WRC                 | WRC                | WRC       | WRC       | WRC                  |
| ------ | ------------------ | ------------------- | ------------------ | --------- | --------- | -------------------- |
| 1      | Sébastien Loeb     | Daniel Elena        | Citroën DS3 WRC    | 3:53:17.0 | 00:00.0   | 25 + 2               |
| 2      | Mikko Hirvonen     | Jarmo Lehtinen      | Ford Fiesta RS WRC | 3:54:55.4 | 01:38.4   | 18 + 3               |
| 3      | Jari-Matti Latvala | Miikka Anttila      | Ford Fiesta RS WRC | 3:55:40.9 | 02:23.9   | 15                   |
| 4      | Petter Solberg     | Chris Patterson     | Citroën DS3 WRC    | 4:00:35.4 | 07:18.4   | 12 + 1               |
| 5      | Mads Østberg       | Jonas Andersson     | Ford Fiesta RS WRC | 4:02:00.5 | 08:43.5   | 10                   |
| 6      | Henning Solberg    | Ilka Minor          | Ford Fiesta RS WRC | 4:03:07.0 | 09:50.0   | 8                    |
| 7      | Martin Prokop      | Jan Tománek         | Ford Fiesta S2000  | 4:06:52.0 | 13:35.0   | 6                    |
| 8      | Juho Hänninen      | Mikko Markkula      | Škoda Fabia S2000  | 4:08:05.7 | 14:48.7   | 4                    |
| 9      | Federico Villagra  | Jorge Pérez Companc | Ford Fiesta RS WRC | 4:41:34.2 | 48:17.2   | 2                    |
| 10     | Ott Tänak          | Kuldar Sikk         | Ford Fiesta S2000  | 4:46:59.8 | 53:42.8   | 1                    |
| SWRC   |                    |                     |                    |           |           |                      |
| 1 (7)  | Martin Prokop      | Jan Tománek         | Ford Fiesta S2000  | 4:06:52.0 | 00:00.0   | 25                   |
| 2 (8)  | Juho Hänninen      | Mikko Markkula      | Škoda Fabia S2000  | 4:08:05.7 | 01:13.7   | 18                   |
| 3 (10) | Ott Tänak          | Kuldar Sikk         | Ford Fiesta S2000  | 4:46:59.8 | 40:07.8   | 15                   |
| 4 (15) | Karl Kruuda        | Martin Järveoja     | Škoda Fabia S2000  | 5:06:17.4 | 59:25.4   | 12                   |

### Wertungsprüfungen
| Tag                | WP                                     | Name                                   | Länge                                  | Start UTC-6                            | Gewinner                               | Beifahrer                              | Auto                                   | Zeit                                   | Ø km/h                                 | Leader          |
| ------------------ | -------------------------------------- | -------------------------------------- | -------------------------------------- | -------------------------------------- | -------------------------------------- | -------------------------------------- | -------------------------------------- | -------------------------------------- | -------------------------------------- | --------------- |
| Tag 1 (3.–4. März) | WP1                                    | Guanajuato Street Stage                | 1,05 km                                | 20:06                                  | Petter Solberg                         | Chris Patterson                        | Citroën DS3 WRC                        | 00:53.2                                | 71,05                                  | Petter Solberg  |
| Tag 1 (3.–4. März) | Service Poliforum, 08:00 Uhr (15 Min.) |                                        |                                        |                                        |                                        |                                        |                                        |                                        |                                        | Petter Solberg  |
| Tag 1 (3.–4. März) | WP2                                    | Alfaro 1                               | 26,01 km                               | 08:43                                  | Sébastien Ogier                        | Julien Ingrassia                       | Citroën DS3 WRC                        | 15:30.7                                | 100,61                                 | Sébastien Ogier |
| Tag 1 (3.–4. März) | WP3                                    | Ortega 1                               | 23,83 km                               | 10:16                                  | Sébastien Ogier                        | Julien Ingrassia                       | Citroën DS3 WRC                        | 13:58.5                                | 102,31                                 | Sébastien Ogier |
| Tag 1 (3.–4. März) | WP4                                    | El Cubilete 1                          | 18,87 km                               | 11:04                                  | Sébastien Loeb                         | Daniel Elena                           | Citroën DS3 WRC                        | 11:42.1                                | 96,76                                  | Sébastien Ogier |
| Tag 1 (3.–4. März) | WP5                                    | León Street Stage 1                    | 1,33 km                                | 12:12                                  | Sébastien Loeb                         | Daniel Elena                           | Citroën DS3 WRC                        | 01:17.4                                | 61,86                                  | Sébastien Loeb  |
| Tag 1 (3.–4. März) | Service Poliforum, 12:49 Uhr (30 Min.) |                                        |                                        |                                        |                                        |                                        |                                        |                                        |                                        | Sébastien Loeb  |
| Tag 1 (3.–4. März) | WP6                                    | Alfaro 2                               | 26,01 km                               | 13:47                                  | Sébastien Ogier                        | Julien Ingrassia                       | Citroën DS3 WRC                        | 15:16.6                                | 102,16                                 | Sébastien Ogier |
| Tag 1 (3.–4. März) | WP7                                    | Ortega 2                               | 23,83 km                               | 15:20                                  | Sébastien Ogier                        | Julien Ingrassia                       | Citroën DS3 WRC                        | 13:48.0                                | 103,61                                 | Sébastien Ogier |
| Tag 1 (3.–4. März) | WP8                                    | El Cubilete 2                          | 18,87 km                               | 16:08                                  | Sébastien Loeb                         | Daniel Elena                           | Citroën DS3 WRC                        | 11:33.9                                | 97,90                                  | Sébastien Ogier |
| Tag 1 (3.–4. März) | Service Poliforum, 17:13 Uhr (45 Min.) |                                        |                                        |                                        |                                        |                                        |                                        |                                        |                                        | Sébastien Ogier |
| Tag 1 (3.–4. März) | WP9                                    | Super Special 1                        | 2,21 km                                | 19:45                                  | Sébastien Loeb                         | Daniel Elena                           | Citroën DS3 WRC                        | 01:39.7                                | 79,80                                  | Sébastien Ogier |
| Tag 1 (3.–4. März) | WP10                                   | Super Special 2                        | 2,21 km                                | 19:50                                  | Sébastien Ogier                        | Julien Ingrassia                       | Citroën DS3 WRC                        | 01:37.9                                | 81,27                                  | Sébastien Ogier |
| Tag 2 (5. März)    | Service Poliforum, 08:00 Uhr (15 Min.) | Service Poliforum, 08:00 Uhr (15 Min.) | Service Poliforum, 08:00 Uhr (15 Min.) | Service Poliforum, 08:00 Uhr (15 Min.) | Service Poliforum, 08:00 Uhr (15 Min.) | Service Poliforum, 08:00 Uhr (15 Min.) | Service Poliforum, 08:00 Uhr (15 Min.) | Service Poliforum, 08:00 Uhr (15 Min.) | Service Poliforum, 08:00 Uhr (15 Min.) | Sébastien Ogier |
| Tag 2 (5. März)    | WP11                                   | Ibarrilla 1                            | 29,90 km                               | 08:54                                  | Sébastien Loeb                         | Daniel Elena                           | Citroën DS3 WRC                        | 18:25.8                                | 97,34                                  | Sébastien Loeb  |
| Tag 2 (5. März)    | WP12                                   | Duarte 1                               | 23,27 km                               | 10:17                                  | Petter Solberg                         | Chris Patterson                        | Citroën DS3 WRC                        | 17:57.8                                | 77,72                                  | Sébastien Loeb  |
| Tag 2 (5. März)    | WP13                                   | Derramadero 1                          | 23,28 km                               | 11:08                                  | Petter Solberg                         | Chris Patterson                        | Citroën DS3 WRC                        | 13:58.7                                | 99,93                                  | Sébastien Loeb  |
| Tag 2 (5. März)    | WP14                                   | León Street Stage 2                    | 1,33 km                                | 12:11                                  | Sébastien Loeb                         | Daniel Elena                           | Citroën DS3 WRC                        | 01:16.9                                | 62,26                                  | Sébastien Loeb  |
| Tag 2 (5. März)    | Service Poliforum, 12:58 Uhr (30 Min.) |                                        |                                        |                                        |                                        |                                        |                                        |                                        |                                        | Sébastien Loeb  |
| Tag 2 (5. März)    | WP15                                   | Ibarrilla 2                            | 29,90 km                               | 13:57                                  | Petter Solberg                         | Chris Patterson                        | Citroën DS3 WRC                        | 18:11.8                                | 98,59                                  | Sébastien Ogier |
| Tag 2 (5. März)    | WP16                                   | Duarte 2                               | 23,27 km                               | 15:20                                  | Petter Solberg                         | Chris Patterson                        | Citroën DS3 WRC                        | 17:34.2                                | 79,46                                  | Sébastien Ogier |
| Tag 2 (5. März)    | WP17                                   | Derramadero 2                          | 23,28 km                               | 16:11                                  | Jari-Matti Latvala                     | Miikka Anttila                         | Ford Fiesta RS WRC                     | 13:49.7                                | 101,01                                 | Sébastien Ogier |
| Tag 2 (5. März)    | Service Poliforum, 17:31 Uhr (45 Min.) |                                        |                                        |                                        |                                        |                                        |                                        |                                        |                                        | Sébastien Ogier |
| Tag 2 (5. März)    | WP18                                   | Super Special 3                        | 2,21 km                                | 19:43                                  | Sébastien Loeb                         | Daniel Elena                           | Citroën DS3 WRC                        | 01:38.4                                | 80,85                                  | Sébastien Ogier |
| Tag 2 (5. März)    | WP19                                   | Super Special 4                        | 2,21 km                                | 19:48                                  | Sébastien Loeb                         | Daniel Elena                           | Citroën DS3 WRC                        | 01:37.0                                | 82,02                                  | Sébastien Ogier |
| Tag 3 (6. März)    | Service Poliforum, 08:00 Uhr (15 Min.) | Service Poliforum, 08:00 Uhr (15 Min.) | Service Poliforum, 08:00 Uhr (15 Min.) | Service Poliforum, 08:00 Uhr (15 Min.) | Service Poliforum, 08:00 Uhr (15 Min.) | Service Poliforum, 08:00 Uhr (15 Min.) | Service Poliforum, 08:00 Uhr (15 Min.) | Service Poliforum, 08:00 Uhr (15 Min.) | Service Poliforum, 08:00 Uhr (15 Min.) | Sébastien Ogier |
| Tag 3 (6. März)    | WP20                                   | Guanajuatito                           | 29,13 km                               | 08:28                                  | Sébastien Loeb                         | Daniel Elena                           | Citroën DS3 WRC                        | 20:10.2                                | 86,65                                  | Sébastien Loeb  |
| Tag 3 (6. März)    | WP21                                   | Comanjilla                             | 24,59 km                               | 09:51                                  | Jari-Matti Latvala                     | Miikka Anttila                         | Ford Fiesta RS WRC                     | 15:11.3                                | 97,14                                  | Sébastien Loeb  |
| Tag 3 (6. März)    | WP22                                   | Guanajuato Power-Stage                 | 8,28 km                                | 11:06                                  | Mikko Hirvonen                         | Jarmo Lehtinen                         | Ford Fiesta RS WRC                     | 04:40.4                                | 106,31                                 | Sébastien Loeb  |
| Tag 3 (6. März)    | Service Poliforum, 12:16 Uhr (10 Min.) |                                        |                                        |                                        |                                        |                                        |                                        |                                        |                                        | Sébastien Loeb  |

### Gewinner Wertungsprüfungen
| WP                             | Anzahl | Fahrer             | Auto               |
| ------------------------------ | ------ | ------------------ | ------------------ |
| 4, 5, 8, 9, 11, 14, 18, 19, 20 | 9      | Sébastien Loeb     | Citroën DS3 WRC    |
| 2, 3, 6, 7, 10                 | 5      | Sébastien Ogier    | Citroën DS3 WRC    |
| 1, 12, 13, 15, 16              | 5      | Petter Solberg     | Citroën DS3 WRC    |
| 17, 21                         | 2      | Jari-Matti Latvala | Ford Fiesta RS WRC |
| 22                             | 1      | Mikko Hirvonen     | Ford Fiesta RS WRC |

### Fahrer-WM nach der Rallye
| Platz | Fahrer             | Punkte |
| ----- | ------------------ | ------ |
| 1     | Mikko Hirvonen     | 46     |
| 2     | Sébastien Loeb     | 37     |
| 3     | Jari-Matti Latvala | 31     |
| 4     | Mads Østberg       | 28     |
| 5     | Petter Solberg     | 23     |

### Team-Weltmeisterschaft
| Platz | Team               | Punkte |
| ----- | ------------------ | ------ |
| 1     | Ford WRT           | 73     |
| 2     | Citroën WRT        | 47     |
| 3     | Stobart WRT        | 36     |
| 4     | Petter Solberg WRT | 12     |